# Metarhizium flavoviride
A Metarhizium flavoviride a Sordariomycetes osztályának Hypocreales rendjébe, ezen belül a Clavicipitaceae családjába tartozó faj.

## Tudnivalók
A Metarhizium flavoviride élősködő gombafaj, amely főleg a félfedelesszárnyúakat (Hemiptera) és a bogarakat (Coleoptera) fertőzi és pusztítja el. Emiatt az ember rovarirtószerként használja fel. Az 1970-es és 1980-as években a rizsföldeken használták rovarirtószernek, de tömegtermesztése nem annyira könnyű, emiatt hamarosan áttértek a könnyebben előállítható Metarhizium acridum használatára.
E gombafaj spórája világoszöld színű és ovális alakú, hossza 7-11 mikrométer.

## Fordítás
- Ez a szócikk részben vagy egészben  a   Metarhizium flavoviride című angol Wikipédia-szócikk ezen változatának fordításán alapul.  Az eredeti cikk szerkesztőit annak laptörténete sorolja fel. Ez a jelzés csupán a megfogalmazás eredetét és a szerzői jogokat jelzi, nem szolgál a cikkben szereplő információk forrásmegjelöléseként.